# Martín de Rada
Martín de Rada Cruzat, (Pamplona, 20 de julio de 1533- Alta mar de China Meridional, 8-15 de junio de 1578) fue un misionero, matemático, cosmógrafo y tratadista español. Fue el primer embajador de España en China entre junio y julio de 1575.

## Biografía
Nacido en Pamplona, era el séptimo hijo del matrimonio formado por su padres León de Rada y Margarita de Cruzat que lo bautizaron en la parroquia de San Juan Bautista situada en la Navarrería de Pamplona. Su ascendencia familiar lo vinculaba con dos de los linajes navarros más antiguos y reputados que formaban parte de los doce ricoshombres del reino de Navarra: los Rada y los Cruzat.

### Formación
En 1544, a temprana edad ya que tenía 11 años, y junto a su hermano Juan, fueron enviados durante seis años a la universidad de París para cursar estudios de griego, ciencias exactas, físicas y naturales así como de ciencias matemáticas, geografía y astronomía. Martín y Juan acabarían su formación en la Universidad de Salamanca, debido a las guerras de religión entre católicos y protestantes acontecidas en Francia. Finalizada su formación le concede el rey el priorato de Ujué y la abadía de la Oliva. Sin embargo optó por profesar como fraile en el convento de San Agustín de Salamanca (20 de agosto de 1553) donde realizó sus votos (21 de noviembre de 1554).

### Misionero
En 1560, estando destinado en el convento de Toledo, se alista como misionero para la evangelización de Filipinas, saliendo en mayo de 1561 desde Sanlúcar de Barrameda hacia México donde llega en agosto de ese año.
Como misionero destacó en defensa de los indígenas, ante los abusos de las autoridades colonizadoras. Asimismo, el conquistador de las Filipinas, Miguel López de Legazpi, le encomendó refutar las reclamaciones portuguesas sobre las Filipinas, basadas en el tratado de Zaragoza. Martín de Rada mostró, basándose en el libro De revolutionibus orbium coelestium, de Copérnico, que las Filipinas eran españolas (aunque posteriormente se sabría que, según el tratado, correspondían a Portugal).

## Evangelización de China y Extremo Oriente
Las Islas Filipinas fueron colonizadas por España, y el peso de los clérigos fue incluso superior al que alcanzaron en la colonización americana, destacando la presencia de los llamados Agustinos Filipinos (desde 1565). Desde allí los agustinos Martín de Rada y Jerónimo Martín fueron los primeros españoles en llegar a China (1575). La presencia secular en esos lugares explica la existencia de un singular Museo Oriental en el Convento de los Agustinos Filipinos de Valladolid, que fue la sede central donde se formaba a los misioneros antes de enviarlos. Con base en su experiencia en las tierras chinas, Rada llegó a proponer una conquista española de China que nunca llegó a realizarse.

## Obras
Como tratadista elaboró varias obras:
- Relaçion verdadera de las cosas del Reyno de Taibin por otro nombre China y del viaje que a el hizo el muy reverendo padre fray Martín de Rada, provinçial que fue de la orden del glorioso doctor de la Iglesia San Agustín que lo vio y anduvo en la provincia de Hocquien año 1575 hecha por el mesmo. (Biblioteca Nacional de París, Fonds Espagnol, ms. 325.9 (MF 13184), f. 15-30).[8]

Igualmente se conservan numerosas cartas donde recoge numerosas visitas de los lugares visitados:
- La China en España. Elaboración de un corpus digitalizado de documentos españoles sobre China de 1555 a 1900. Documentos manuscritos del siglo XVI.[9]